# Björn Adegren
Björn Wilhelm Adegren, född 30juli 1931 i Högalids församling, Stockholm, död 16 maj 2015 i Engelbrekts församling, Stockholm, var en svensk teckningslärare och konstnär.
Adegren studerade vid Konstakademien 1956-1961 och Académie Libre i Stockholm. Han arbetade som lärare i teckning och måleri på Nyckelviksskolan på Lidingö 1970-1990. Bland hans offentliga arbeten märks aluminiumreliefer till 3 ljusgårdar på Huddinge sjukhus. Hans konst består av vardagsmotiv med figurer ofta målade expressivt i klara färger. Han tilldelades Stockholms stads kulturstipendium 1967. Adegren är representerad i Stockholms kommun och vid Moderna museet.